# Villanueva del Rey
Villanueva del Rey es un municipio español de la provincia de Córdoba, Andalucía. En 2016 contaba con 1088 habitantes. Su extensión superficial es de 214 km² y tiene una densidad de 5,7 hab/km². Se encuentra situado en la comarca del Valle del Guadiato, a una altitud de 555 metros.

## Ubicación
Integrado en la comarca de Valle del Guadiato, se sitúa a 63 kilómetros de la capital provincial. El término municipal está atravesado por la carretera nacional N-432, entre los pK 207 y 212, y por carreteras locales que permiten la comunicación con Belmez y Espiel.  El relieve del municipio está definido por el valle del río Guadiato al norte y por Sierra Morena en el resto del territorio. La red hidrográfica del municipio se caracteriza por las cuencas del Guadiato, Bembézar y las subcuencas del Benajarafe y del Manzano. La altitud oscila entre los 898 metros (cerro Erillas) en plena Sierra Morena, y los 450 metros a orillas del Guadiato. El pueblo se alza a 549 metros sobre el nivel del mar.  
| Noroeste: Belmez      | Norte: Belmez | Nordeste: Espiel |
| Oeste: Fuente Obejuna |               | Este: Espiel     |
| Suroeste: Espiel      | Sur: Espiel   | Sureste: Espiel  |

## Fauna y flora
Se encuentran un total de 125 especies de vertebrados de las cuales el 72 % son especies protegidas. El águila imperial y el lince, son dos endemismos ibéricos incluidos entre los animales más amenazados del planeta. A ello hay que sumar el valor que supone la presencia de aves nidificantes como poblaciones amenazadas de extinción como el águila perdicera o el búho real. Al norte se halla el río Guadiato, que cuenta con una población estable de nutria y abundante fauna cinegética de la que destacan el ciervo y el jabalí, en cuanto a caza mayor, y el conejo y la perdiz, en caza menor. 
La vegetación típica es la denominada genéricamente bosque mediterráneo, donde predomina la encina, el alcornoque, los pinos piñoneros y multitud de flora arbustiva como el madroño o la coscoja.

## Demografía
Villanueva del Rey cuenta con una población de 1014 habitantes (INE 2024).
| Gráfica de evolución demográfica de Villanueva del Rey entre 1842 y 2021                                            |
| |
| Población de derecho según los censos de población del INE Población de hecho según los censos de población del INE |

## Patrimonio histórico
- Iglesia de la Inmaculada Concepción: Construida en el siglo XVI, reformada en el siglo XVIII. De esta época datan las cubiertas que hoy luce el edificio, que en la nave es una bóveda de medio cañón con lunetos y fajones, bajo los cuales cuelgan aparatosos placados de perfiles muy recortados.
- Ermita del Apóstol Santiago: Erigida a principios del siglo XX, con una nave única y cabecera cuadrada.
- Sepulcros megalíticos: Pertenecen al Calcolítico, aproximadamente al 2500 – 2000 a. C. Fueron construidos a base de grandes lajas de piedra clavadas verticalmente en el suelo y con una cubierta de piedra. Todo la estructura se cubría con un túmulo de tierra, orientándose la entrada de la sepultura hacia el este.
- Castillo del Cerro de los Castillejos: Se encuentra en ruinas. En esta zona encontramos restos de muros ciclópeos y construcciones de tipo castreño, así como cerámicas a mano de fractura gruesa.[3]
- Antiguo Ayuntamiento (hoy biblioteca)
- Antiguo Pósito. Almacén de grano del S. XVII. De propiedad privada, se puede ver por fuera.